# Tokudaia muenninki
Tokudaia muenninki là một loài động vật có vú trong họ Chuột, bộ Gặm nhấm. Loài này được Johnson mô tả năm 1946.

## Hình ảnh